# Țara Mocanilor
Țara mocanilor, sau ținutul mocanilor sau, alteori, mocănimea, cuprinde o zonă care se întinde pe ambele versante ale masivului Muntele Mare din Munții Apuseni, respectiv de la Valea Someșului Cald în nord-vest până la Valea Arieșului în sud-vest. Cea mai importantă personalitate din această zonă a fost Horea, unul din conducătorii răscoalei de la 1778. Pe Valea Ocolișului se află o ramură a mocanilor numită toci. 